# 吳大江
吳大江（1943年11月13日—2001年9月4日），香港音樂家、作曲家、指揮家，出生於汕尾，箏演奏家水文君為其妻子。

## 生平
1960年代偷渡到香港，曾住寮屋、賣血，經介紹在酒樓夜總會樂隊演出、為電影配樂。1974年移民星加坡，出任人民協會華樂團指揮一職。
1977年香港中樂團公開招聘職業樂師，吳大江受騁成為音樂總監及指揮，期間著手職業化香港中樂團：招聘樂師，定期練習，安排樂團到海外演出，並且制訂樂團座位標準，並實施委約創作制度，以合約形式邀請作曲家創作新曲，中樂新曲數量從此大增。1985年5月約滿後離職。
1985年6月吳大江音樂總監一職約滿，當時的市政局不予續約，只改為騁請吳大江出任「首席指揮」，吳大江撕毀首席指揮合約。
1986年到台灣出任台北市立國樂團指揮，一年後卸任，從此定居台灣。
2001年9月4日吳大江在台灣台北去世。

## 音樂貢獻
吳大江先生非音樂學院出身，但擅於演奏各種中國樂器，尤以二胡最為擅長。也就因為熟悉各類樂器，故而在作曲編曲配器功力一流。
為電影從事配樂工作，先後有百餘部。較為著名的有《烈火》、《俠女》、《緹縈》、《大漠英雄傳》、《大軍閥》、《瀛台泣血》、《新紅樓夢》、《山中傳奇》、《國父傳》等，還為多部電視劇集編配主題曲。
曾在香港中文大學崇基學院音樂系教授中國音樂，亦在演奏會、電台、電視等演出。